# Norbert Speer
Norbert Speer (* 1946) ist ein deutscher Hörspielregisseur, Hörspielsprecher und Schauspieler. Er ist mehrmaliger Preisträger des DDR-Kinderhörspielpreises, der vom Staatlichen Komitee für Rundfunk vergeben wurde. 1990 wurde er mit dem Deutschen Kinderhörspielpreis geehrt.

## Filmografie
- 1968: Heißer Sommer
- 1967: Geschichten jener Nacht
- 1970: Hart am Wind
- 1972: Florentiner 73
- 1974: Neues aus der Florentiner 73
- 1976: Blauvogel
- 1981: Hotel Polan und seine Gäste
- 1985: Polizeiruf 110: Treibnetz
- 1989: Polizeiruf 110: Gestohlenes Glück

## Hörspiele (Auswahl)
- 1969: Vuk Stefanović Karadžić: Jugoslawische Märchen und Legenden (Türke, Isakar) – Regie: Dieter Scharfenberg (Kinderhörspiel – Litera)

Von 1981 bis 1990 Regisseur am Rundfunk der DDR, HA Funkdramatik. ca. 90 Hörspielproduktionen – unter anderen:
- 1976: Arne Leonhardt: Wieder mal ein Kavalier sein (Sprechrolle: Bartel) – Regie: Joachim Gürtner (Hörspielreihe: Neumann, zweimal klingeln – Rundfunk der DDR)
- 1981: Theodor Storm: Pole Poppenspäler
- 1981: Alexander Kuprin: Olessja – (Kinderhörspiel – Rundfunk der DDR)
- 1982: Charles Dickens: Die Zaubergräte (Kinderhörspiel – Rundfunk der DDR)
- 1982: Gisela Richter-Rostalski: Markos Geldschein – (Kinderhörspiel – Rundfunk der DDR)
- 1983: Wolfgang U. Schütte: Slang – Lehrer, Journalist, Strafgefangener. Dokumentarhörspiel zum Leben des Schriftstellers Fritz Hampel – (Original-Hörspiel, Kinderhörspiel/Dokumentarhörspiel – Rundfunk der DDR)
- 1983: Christa Müller: Winternacht-Traum (Kinderhörspiel – Rundfunk der DDR)
- 1984: Albert Wendt: Vogelkopp
- 1984: Annelies Schulz: Schiewas Rache oder Die Geschenke der Götter – (Kinderhörspiel – Rundfunk der DDR)
- 1984: Rolf Daene: Der Apfel fällt nicht weit vom Stamm (Silke) (Kurzhörspiel der Reihe: Waldstraße Nummer 7 – Rundfunk der DDR)
- 1985: Brüder Grimm: Hans im Glück (Kinderhörspiel – Litera)
- 1985: Wilhelm Jacoby/Carl Laufs: Pension Schöller
- 1985: Eugen Eschner: Der Rattenfänger von Hameln
- 1986: Călin Gruia: Das Märchen vom König Florin – Bearbeitung (Wort): Bodo Schulenburg (Hörspielbearbeitung, Kinderhörspiel – Rundfunk der DDR)
- 1986: Hans Weber: Twini
- 1986: Franz Fühmann: Ein Sommernachtstraum
- 1988: Pjotr Jerschow: Gorbunok, das Wunderpferdchen
- 1989: Franz Graf von Pocci: Die Zaubergeige
- 1990: Anna Seghers: Die Wellblechhütte (Hörspielbearbeitung – Rundfunk der DDR)

## Theater (Regie)
- 1970: Rudi Strahl „In Sachen Adam und Eva“ an Bühnen der Stadt Nordhausen
- 1971: Zschiedrich „Dornröschen“ an Bühnen der Stadt Nordhausen
- 1974: Lew Ustinow: „Das Honigfaß“ an Theater der Jungen Generation Dresden
- 1978: Johannes Wüsten: Bessie Bosch (Institut für Schauspielregie an der Hochschule für Schauspielkunst „Ernst Busch“ im Berliner Arbeiter-Theater)
- 1979: Brecht "Das Privatleben der Herrenrasse / Furcht und Elend des III.Reiches", Kleist-Theater Frankfurt/Oder
- 1979: Szalonyi "Sendestörung", Theater Cottbus
- 1979: J.Groß "Match", Theater Cottbus
- 1980: Shakespeare "Ein Sommernachtstraum", Theater Cottbus
- 1980: J.Schwarz "Der Schatten", Theater Cottbus